# Stadium Arcadium
Stadium Arcadium ist das neunte Studioalbum der US-amerikanischen Rockband Red Hot Chili Peppers. Es erschien am 5. Mai 2006 in Deutschland (8. Mai im UK, 9. Mai in den USA).
Zunächst war Stadium Arcadium, laut Frontmann Anthony Kiedis, als Album-Trilogie gedacht, wurde aber zu einem Doppelalbum reduziert, weil der Abstand zwischen den Veröffentlichungen (jeweils 6 Monate) einen zu großen Gesamtzeitraum beschreiben würde. Die Band spielte 38 Lieder ein. 29 davon wurden auf dem Album, neun weitere als B-Seiten veröffentlicht. Die beiden CDs des Doppel-Albums tragen die Namen Jupiter und Mars.
John Frusciante hat nach eigenen Angaben seine Soli bis auf einige Ausnahmen (z. B. Dani California) auf diesem Album im Studio frei improvisiert. Ihm werden auch von den anderen Bandmitgliedern die größten kreativen Anteile an diesem Album zugesprochen, das man in der gleichen Villa, in der auch Blood Sugar Sex Magik aufgenommen wurde, einspielte.
Bassist Flea sagte im Interview mit dem Rolling-Stone-Magazin, das Album sei „bei weitem das Beste“, das man je gemacht habe.
Als Singleauskopplungen erschienen Dani California (Dani ist derselbe Charakter wie die Hauptperson des Songs By the Way und wird auch in einer Strophe des Liedes Californication erwähnt), Tell Me Baby, Snow ((Hey Oh)), Desecration Smile und Hump de Bump.

## Auszeichnungen und Presseecho

### Grammy Award
Stadium Arcadium war 2007 für sieben Grammys nominiert: Album des Jahres, bestes Kurzmusikvideo (Dani California), bestes Rockalbum, bestes Rocklied (Dani California), beste Rock-Darstellung eines Duos oder einer Gruppe mit Sänger (Dani California), beste Sonderausgabe mit beschränkter Auflage, und Produzent des Jahres (Rick Rubin). Das Album gewann in allen Kategorien außer bestes Kurzmusikvideo. Damit war Stadium Arcadium das am häufigsten nominierte Album der bis zu jenem Zeitpunkt 24-jährigen Bandgeschichte der Red Hot Chili Peppers.

### US-amerikanische Presse
Das Rolling Stone Magazine bezeichnete Stadium Arcadium als bestes Album der Band (4/5 Punkte). Q Magazine nannte es das beste Album des Jahres 2006 (5/5). Bei allmusic schnitt das Album mit 3,5/5 nicht so gut ab. Es wurde als überproduziert und selbstverliebt kritisiert.

### Deutschsprachige Presse
Im Rock Hard erhielt das Album 8 von 10 Punkten und wurde mit „Dynamit“ ausgezeichnet. In der laut.de-Redaktionswertung erhielt das Album volle Punktzahl (5 von 5). Das Fachmagazin Guitar bewertet Stadium Arcadium als „herausragende Scheibe“ und beschreibt Dani California, Snow ((Hey Oh)) und Make You Feel Better als „eine der größten Geniestreiche in der Peppers-Historie“. Auch in Magazinen, die primär andere Genres behandeln, fand das Album Beachtung; das deutschsprachige Webzine metal.de machte das Album mit einer Wertung von 8 von 10 zu einem Tipp der Redaktion.

## Trackliste

### CD 1: Jupiter
1. Dani California
2. Snow (Hey Oh)
3. Charlie
4. Stadium Arcadium
5. Hump de Bump
6. She’s Only 18
7. Slow Cheetah
8. Torture Me
9. Strip My Mind
10. Especially in Michigan
11. Warlocks
12. C’mon Girl
13. Wet Sand
14. Hey

### CD 2: Mars
1. Desecration Smile
2. Tell Me Baby
3. Hard to Concentrate
4. 21st Century
5. She Looks to Me
6. Readymade
7. If
8. Make You Feel Better
9. Animal Bar
10. So Much I
11. Storm in a Teacup
12. We Believe
13. Turn It Again
14. Death of a Martian

## Mitwirkende
- Anthony Kiedis – Gesang
- John Frusciante – Gitarre, Backgroundgesang, Keyboard
- Flea (Michael Balzary) – Bass, Trompete, Backgroundgesang
- Chad Smith – Schlagzeug
- Brad Warnaar – French Horn bei Stadium Arcadium
- Richard Dodd – Cello bei She Looks to Me
- Billy Preston – Clavinet bei Warlocks
- Emily Kokal (Ex-Freundin von John Frusciante) – Chorus Vocals bei Desecration Smile
- Natalie Baber, Mylissa Hoffman, Alexis Izenstark, Spencer Izenstark, Dylan Lerner, Kyle Lerner, Gabrielle Mosbe, Monique Mosbe, Sophia Mosbe, Isabella Shmelev, Landen Starman, Wyatt Starkman – Chorus bei We Believe
- Michael Bolger – Posaune bei Turn It Again
- Omar Rodriguez-Lopez (The Mars Volta) – Gitarren-Solo bei Especially in Michigan
- Paulino De Costa und Lenny Castro – zusätzliche Percussions
- Rick Rubin – Produzent
- Gus Van Sant, Michael Muller – Fotografie (Booklet)

## B-Seiten
- Million Miles of Water – 4:06 (B-Seite von Dani California (US))
- Whatever We Want – 4:48 (Dani California (EU))
- Lately – 2:55 (Dani California (EU))
- A Certain Someone – 2:25 (Tell Me Baby (US))
- Mercy Mercy – 4:01 (Tell Me Baby (EU))
- Lyon 06.06.06 – 4:53 (Tell Me Baby, Live-Mitschnitt des Endjams vom Konzert am 6. Juni 2006 in Lyon)
- Permutation (live) – 3:41 (Snow (Hey Oh))
- Funny Face – 4:46 (Snow (Hey Oh) (EU))
- I’ll Be Your Domino – 3:54 (Snow (Hey Oh) (EU), Maxi-Single)
- Joe – 3:54 (B-Seite von Desecration Smile)
- Save This Lady – 4:17 (B-Seite von Desecration Smile)
- Funky Monks (live) – 6:30 (B-Seite von Desecration Smile)
- An Opening (live) – 4:01 (B-Seite von Hump de Bump)
- Blood Sugar Sex Magik (live) (B-Seite von Hump de Bump)

## Kommerzieller Erfolg

### Chartplatzierungen

#### Album
| ChartsChartplatzierungen       | Höchstplatzierung | Wochen |
| ------------------------------ | ----------------- | ------ |
| Deutschland (GfK)              | 1 (70 Wo.)        | 70     |
| Österreich (Ö3)                | 1 (68 Wo.)        | 68     |
| Schweiz (IFPI)                 | 1 (62 Wo.)        | 62     |
| Vereinigte Staaten (Billboard) | 1 (66 Wo.)        | 66     |
| Vereinigtes Königreich (OCC)   | 1 (44 Wo.)        | 44     |

| ChartsJahrescharts (2006)      | Platzierung |
| ------------------------------ | ----------- |
| Deutschland (GfK)              | 4           |
| Österreich (Ö3)                | 1           |
| Schweiz (IFPI)                 | 1           |
| Vereinigte Staaten (Billboard) | 24          |
| Vereinigtes Königreich (OCC)   | 15          |

| ChartsJahrescharts (2007)      | Platzierung |
| ------------------------------ | ----------- |
| Deutschland (GfK)              | 47          |
| Österreich (Ö3)                | 20          |
| Schweiz (IFPI)                 | 52          |
| Vereinigte Staaten (Billboard) | 78          |

#### Singles
| Jahr | Titel             | Höchstplatzierung, Gesamtwochen, AuszeichnungChartplatzierungen (Jahr, Titel, , Platzierungen, Wochen, Auszeichnungen, Anmerkungen) | Höchstplatzierung, Gesamtwochen, AuszeichnungChartplatzierungen (Jahr, Titel, , Platzierungen, Wochen, Auszeichnungen, Anmerkungen) | Höchstplatzierung, Gesamtwochen, AuszeichnungChartplatzierungen (Jahr, Titel, , Platzierungen, Wochen, Auszeichnungen, Anmerkungen) | Höchstplatzierung, Gesamtwochen, AuszeichnungChartplatzierungen (Jahr, Titel, , Platzierungen, Wochen, Auszeichnungen, Anmerkungen) | Höchstplatzierung, Gesamtwochen, AuszeichnungChartplatzierungen (Jahr, Titel, , Platzierungen, Wochen, Auszeichnungen, Anmerkungen) | Anmerkungen                                                   |
| Jahr | Titel             | DE | AT | CH | UK | US | Anmerkungen                                                   |
| ---- | ----------------- | --- | --- | --- | --- | --- | ------------------------------------------------------------- |
| 2006 | Dani California   | DE12 (15 Wo.)DE | AT7 (33 Wo.)AT | CH4 (57 Wo.)CH | UK2 (25 Wo.)UK | US6 (26 Wo.)US | Erstveröffentlichung: 3. April 2006 Verkäufe: + 6.635.000     |
| 2006 | Tell Me Baby      | DE37 (9 Wo.)DE | AT39 (15 Wo.)AT | CH43 (18 Wo.)CH | UK16 (10 Wo.)UK | US50 (19 Wo.)US | Erstveröffentlichung: 17. Juli 2006 Verkäufe: + 1.000.000     |
| 2006 | Snow (Hey Oh)     | DE5 (22 Wo.)DE | AT5 (26 Wo.)AT | CH9 (60 Wo.)CH | UK16 (15 Wo.)UK | US22 (20 Wo.)US | Erstveröffentlichung: 20. November 2006 Verkäufe: + 5.220.000 |
| 2007 | Desecration Smile | DE67 (6 Wo.)DE | — | — | UK27 (3 Wo.)UK | — | Erstveröffentlichung: 12. Februar 2007                        |
| 2007 | Hump de Bump      | DE83 (2 Wo.)DE | — | — | UK41 (3 Wo.)UK | — | Erstveröffentlichung: 7. April 2007                           |

### Auszeichnungen für Musikverkäufe
| Land/Region                  | Auszeichnungen für Musikverkäufe (Land/Region, Auszeichnung, Verkäufe) | Verkäufe    |
| ---------------------------- | ---------------------------------------------------------------------- | ----------- |
| Argentinien (CAPIF)          | Platin                                                                 | 40.000      |
| Australien (ARIA)            | 3× Platin                                                              | 210.000     |
| Belgien (BRMA)               | Platin                                                                 | 50.000      |
| Brasilien (PMB)              | Platin                                                                 | 60.000      |
| Dänemark (IFPI)              | 4× Platin                                                              | 80.000      |
| Deutschland (BVMI)           | 3× Platin                                                              | 600.000     |
| Europa (IFPI)                | 2× Platin                                                              | (2.000.000) |
| Finnland (IFPI)              | Gold                                                                   | 21.159      |
| Frankreich (SNEP)            | Platin                                                                 | 200.000     |
| Griechenland (IFPI)          | Platin                                                                 | 20.000      |
| Irland (IRMA)                | 4× Platin                                                              | 60.000      |
| Italien (FIMI)               | Platin                                                                 | 50.000      |
| Japan (RIAJ)                 | 2× Platin                                                              | 500.000     |
| Kanada (MC)                  | 4× Platin                                                              | 400.000     |
| Neuseeland (RMNZ)            | 6× Platin                                                              | 90.000      |
| Niederlande (NVPI)           | Platin                                                                 | 70.000      |
| Österreich (IFPI)            | Platin                                                                 | 30.000      |
| Polen (ZPAV)                 | Platin                                                                 | 20.000      |
| Portugal (AFP)               | Gold                                                                   | 10.000      |
| Schweden (IFPI)              | Gold                                                                   | 30.000      |
| Schweiz (IFPI)               | 2× Platin                                                              | 60.000      |
| Spanien (Promusicae)         | Gold                                                                   | 40.000      |
| Ungarn (MAHASZ)              | Gold                                                                   | 5.000       |
| Vereinigte Staaten (RIAA)    | 4× Platin                                                              | 4.000.000   |
| Vereinigtes Königreich (BPI) | 3× Platin                                                              | 900.000     |
| Insgesamt                    | 5× Gold · 47× Platin ·                                                 | 7.546.159   |

Hauptartikel: Red Hot Chili Peppers/Auszeichnungen für Musikverkäufe

### Interviews
- intro.de: The best thing we've ever done - Lobhudeln mit den Chili Peppers, 20. März 2006
- nme.com: Red Hot Chili Peppers reveal new album details, 16. März 2006 (englisch)
- mtv.com: Chili Peppers Stoked About New Album, 17. Februar 2006 (englisch)

### Kritiken
- CDstarts.de: Red Hot Chili Peppers – Stadium Arcadium
- Guitar Player: John Frusciante Puts His Stamp on Stadium Arcadium (Memento vom 26. November 2006 im Internet Archive) (englisch)
- metal.de: California über alles
- laut.de: Das beste Album seit Frusciantes Rückkehr

- v
- d
- b